# Grand Prix Circuit
Grand Prix Circuit è un videogioco di guida automobilistico pubblicato per ZX Spectrum, MS-DOS, Apple IIGS, Commodore 64 e Amstrad CPC. È stato pubblicato nel 1987 dalla Accolade. La versione per PC è invece stata pubblicata nel 1988.
La Accolade pubblicò in seguito anche The Cycles: International Grand Prix Racing, di impostazione simile, ma sul motociclismo.

## Modalità di gioco
Ci sono otto piste nel videogioco: Brasile, Monaco, Canada, Detroit, Gran Bretagna, Germania, Italia e Giappone. Il giocatore può scegliere una vettura fra la McLaren Honda MP4/4, la Ferrari F1/87/88C o la Williams Judd FW12. In generale, la Ferrari è la più lenta, ma la più maneggevole, mentre la McLaren è la più veloce ma la più difficile da gestire.  La Williams è una via di mezzo fra le due caratteristiche. Ci sono cinque livelli di difficoltà e tre modalità di gioco: pratica, evento singolo e campionato.